# 6-Dezoksi-5-ketofruktoza 1-fosfat sintaza
6-Dezoksi-5-ketofruktoza 1-fosfat sintaza (EC 2.2.1.11, DKFP sintaza, MJ1585 (gen)) je enzim sa sistematskim imenom 2-oksopropanal:D-fruktoza 1,6-bisfosfat gliceron-fosfotransferaza. Ovaj enzim katalizuje sledeću hemijsku reakciju
(1) metilglioksal + -fruktoza 1,6-bisfosfat {\displaystyle \rightleftharpoons } -gliceraldehid 3-fosfat + 1-dezoksi--treo-hekso-2,5-diuloza 6-fosfat
(2) metilglioksal + -fruktoza 1-fosfat {\displaystyle \rightleftharpoons } -gliceraldehid + 1-dezoksi--treo-hekso-2,5-diuloza 6-fosfat
Ovaj enzim učestvujue u alternativnoj biosintezi 3-dehidrohinata (DHQ), koji učestvuje u kanoničkoj biosintezi aromatičnnih aminokiselina.

## Literatura
- Nicholas C. Price; Lewis Stevens (1999). Fundamentals of Enzymology: The Cell and Molecular Biology of Catalytic Proteins (Third изд.). USA: Oxford University Press. ISBN 019850229X.
- Eric J. Toone (2006). Advances in Enzymology and Related Areas of Molecular Biology, Protein Evolution (Volume 75 изд.). Wiley-Interscience. ISBN 0471205036.
- Branden C; Tooze J. Introduction to Protein Structure. New York, NY: Garland Publishing. ISBN 0-8153-2305-0.
- Irwin H. Segel. Enzyme Kinetics: Behavior and Analysis of Rapid Equilibrium and Steady-State Enzyme Systems (Book 44 изд.). Wiley Classics Library. ISBN 0471303097.

## Spoljašnje veze
- 6-deoxy-5-ketofructose+1-phosphate+synthase на 